# Bernard z Menthon
Bernard z Menthon, również: Bernard z Aosty, Bernard z Mont-Joux (ur. ok. 996 w Menthon k. Annecy lub w okręgu Aosty, zm. 15 czerwca 1081, lub 1086) – włoski zakonnik, założyciel schroniska dla wędrowców na Wielkiej Przełęczy Świętego Bernarda, pierwszego punktu ratownictwa górskiego, święty katolicki. 

## Życie
Bernard urodził się w Menthon, nad jeziorem Annecy w Sabaudii. Pochodził z rodziny szlacheckiej i był krewnym burgundzkiej królowej Ermengardy. Studiował w Paryżu filozofię i prawo. Był wędrownym kaznodzieją w dolinie Aosty i diecezji Novara. Inne źródła podają, że pochodził z okręgu Aosty w północnych Włoszech.
Ok. 1050 założył schronisko dla wędrowców na Wielkiej Przełęczy Świętego Bernarda; i być może, również na Małej Przełęczy Świętego Bernarda. Przyczyną założenia schroniska był fakt, że przejście przez Alpy koło Mont Joux między Wallis a doliną Aosty było niebezpieczne, a wśród podróżujących było wielu pielgrzymów.
Sławę zawdzięczał Bernard również nazwanej od jego imienia rasie psów – bernardynów. Szkolone psy pomagały mnichom, a od połowy XVII w. stały się osobną rasą.
W kwietniu 1081 w Pawii Bernard usiłował odwieść cesarza Henryka IV od walki z papieżem Grzegorzem VII. W drodze powrotnej z Pawii zmarł w Novarze. Jego grób znajduje się w tamtejszej katedrze.

## Hagiografia
Według starszych przekazów hagiograficznych, reprezentowanych przez tradycję włoską, święty Bernard pochodził z okręgu Aosty (płn. Włochy). Tam też był potem archidiakonem i rozwijał działalność charytatywną.  
Inne źródła podają, że Bernard żył prawie 100 lat wcześniej,; w latach 923-1008. Jego ojciec, Ryszard z Menthon, chciał go zaręczyć. Bernard się na to nie zgodził, więc został uwięziony w wieży rodzinnego zamku, z którego wkrótce uciekł do Aosty. Tam przyjął go archidiakon Piotr, udzielił mu święceń kapłańskich i mianował swoim następcą. W cudownej ucieczce przez okno miał mu pomóc św. Mikołaj z Miry.

## Kult
Bernard z Menthon już w XII w. był czczony w całym Piemoncie jako święty. W 1123 biskup Ryszard z Novary ogłosił go świętym. Oficjalnie został wpisany do martyrologium rzymskiego dopiero przez papieża Innocentego XI w 1681.

### Patronat
Święty Bernard jest patronem alpinistów i mieszkańców Alp. Patronuje również turystom, narciarzom i ratownikom górskim.
Papież Pius XI w 1923 ogłosił Bernarda z Menthon patronem mieszkańców Alp i alpinistów, a 20 sierpnia 1923 wysłał posłanie apostolskie do biskupa Annency o kulcie św. Bernarda:

W celu rozszerzenia kultu tak wielkiego człowieka, który wśród mieszkańców Alp trwa nieprzerwanie do dziś, pragniemy mocą władzy apostolskiej ogłosić św. Bernarda z Menthon niebieskim patronem nie tylko dla mieszkańców Alp, lecz także dla wszystkich, którzy uprawiają turystykę górską. Zaprawdę, ze wszystkich czynności, w których poszukuje się godnej rozrywki, nie ma bardziej dobroczynnej dla duchowego i cielesnego zdrowia niż ta, trzeba tylko ograniczyć ryzyko. Po ciężkiej pracy i trudach wchodzi się bowiem w górę, gdzie powietrze jest rzadsze i czystsze – z jednej strony odnawia się i wzmacnia w ten sposób siły, z drugiej – człowiek staje się wytrzymalszy także w najtrudniejszych obowiązkach życiowych, ponieważ uczy się odważnie spoglądać na wszystkie niebezpieczeństwa. Podczas oglądania nieskończoności i piękna co rusz otwierających się zaczarowanych widoków nasza dusza unosi się ku Bogu, stwórcy i panu natury.

### Dzień obchodów
Wspomnienie liturgiczne św. Bernarda z Menthon w Kościele katolickim obchodzono w różnych dniach: 16 i 28 maja, 1 listopada. Obecnie Kościół wspomina świętego 15 czerwca.